# Podz
Pour les articles homonymes, voir Grou (homonymie).
Podz (ou PodZ), est le pseudonyme de Daniel Grou, réalisateur et scénariste québécois, né le 19 août 1967.
Il s'est fait connaître notamment pour sa réalisation des séries télévisées Minuit, le soir (2005-2007), C.A. (2006-2010) et 19-2 (2011-2015), diffusées sur les ondes de Radio-Canada. Il fait ses débuts au cinéma en 2010 avec Les Sept Jours du talion et 10 ½. Ces deux films mettent en vedette Claude Legault, l'un de ses proches collaborateurs. En 2012, il réalise L'Affaire Dumont, un drame judiciaire basé sur des faits réels.
Daniel Grou doit son surnom au fait que son nom de famille s’écrit « Grou » plutôt que « Groulx », orthographe habituelle de ce patronyme. Il a donc pris l'habitude de préciser « Grou, pas d’l x », formule ensuite réduite à Podz.

## Biographie
Podz est titulaire d'un baccalauréat en études cinématographiques. Il commence sa carrière dans la publicité en réalisant des films pour diverses compagnies telles que Molson, McDonald's, Bell Canada, Coppertone et Softimage. Il a également réalisé une soixantaine de vidéoclips pour des groupes ou des artistes québécois comme Laymen Twaist ou René Dupéré, compositeur du Cirque du Soleil.
À la fin des années 1990, Podz commence à réaliser des séries télévisées anglo-canadiennes d'horreur dont The Hunger (Showtime, 1999), Drop the Beat (CBC, 1999-2000), Le Loup-garou du campus III (YTV, 2001) et Vampire High (YTV, 2001).
En 2003, il mérite le Prix Gémeaux de la meilleure réalisation pour son téléfilm Exils diffusé sur les ondes de Radio-Canada (« Les beaux dimanches »). Il s'agit d'une adaptation d'une pièce théâtre cosignée par Robert Bellefeuille et Philippe Soldevila et produite par Zone 3.
En 2019 il fait partie du Jury de la compétition officielle du festival international Séries Mania à Lille.

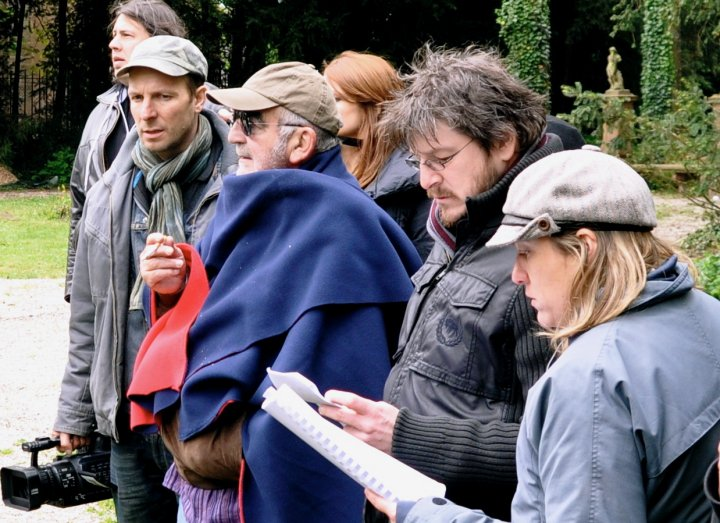
Podz et Jean-Louis Foulquier sur le tournage de Xanadu

## Filmographie

### Cinéma
- 2010 : Les Sept Jours du talion
- 2010 : 10 ½
- 2012 : L'Affaire Dumont
- 2014 : Miraculum
- 2015 : King Dave
- 2020 : Mafia Inc.

### Télévision

#### Réalisateur
- 1999 - 2000 : Les Prédateurs (3 épisodes)
- 2000 : Drop the Beat I et II (4 épisodes)
- 2001-2002 : Vampire High (6 épisodes)
- 2001-2002 : Le Loup-garou du campus III (4 épisodes)
- 2002 : Exils
- 2003 : 3X Rien (13 épisodes)
- 2004 : Les Bougon, c'est aussi ça la vie! II (12 épisodes)
- 2004 : Au nom de la loi
- 2005 - 2007 : Minuit, le soir I, II et III
- 2006 - 2008 : C.A. I, II (6 épisodes) et III
- 2011 : 19-2
- 2011 : Xanadu (série Arte)
- 2012 : Tu m'aimes-tu ?
- 2015 : Vikings IV (2 épisodes)
- 2017 : Cardinal
- 2022 : À propos d'Antoine
- 2023 : Lupin
- 2024: La maison

#### Scénariste
- 1999 : Hemingway: A Portrait

## Distinctions
- 2003 : Prix Gémeau de la meilleure réalisation, émission dramatique pour Exils [5]
- 2006 : Prix Gémeau de la meilleure réalisation (série dramatique) pour Minuit, le soir.
- 2007 : Prix Gémeau de la meilleure réalisation (série dramatique) pour Minuit, le soir.